# Kolda
Kolda [kɔlˈda] ist eine Stadt im Süden des Senegal. Sie ist Hauptstadt der Region Kolda und des Départements Kolda.

## Geographische Lage
Kolda befindet sich im Zentrum der Casamance, dem Landesteil des Senegal, der sich zwischen Gambia und Guinea-Bissau erstreckt und zugleich am Westrand der Region Kolda. Das Stadtzentrum liegt am rechten nördlichen Ufer des Casamance-Flusses, der hier ein etwa 75 bis 100 Meter breites Bett hat. Vom Stadtzentrum schafft eine Brücke die Verbindung zu den Stadtteilen am Südufer. Flussaufwärts der Stadt ist der Fluss so seicht, dass dort eine Furt die Durchquerung ermöglicht.

## Geschichte
Den Status einer Stadt (commune mixte) erlangte Kolda im Jahr 1952. 1960 wurde der Status aufgewertet zu einer commune de plein exercice. Seit 1984 ist Kolda Hauptstadt der damals durch Teilung der Casamance-Region neu geschaffenen Region Kolda.
Kolda ist Sitz des 1999 geschaffenen Bistums Kolda.

## Bevölkerung
Nach den letzten Volkszählungen hat sich die Einwohnerzahl der Stadt wie folgt entwickelt:
| Jahr | Einwohner |
| ---- | --------- |
| 1988 | 34.337    |
| 2002 | 53.921    |
| 2013 | 81.098    |

## Verkehr
Durch die Stadtteile am Südufer führt die Nationalstraße N 6, die die Regionen der Casamance untereinander und über Tambacounda mit dem Rest des Landes verbindet. Drei Kilometer vom Stadtzentrum Kolda entfernt liegt westlich der Stadt der Flugplatz Kolda.

## Persönlichkeiten
- Massamba Lô Sambou (* 1986), Fußballspieler
- Cheikh Tidiane Sabaly (* 1999), Fußballspieler